# Jenni Hiirikoski
Jenni Hiirikoski (* 30. März 1987 in Lempäälä) ist eine finnische Eishockeyspielerin, die seit 2016 bei Luleå HF in der Svenska damhockeyligan (SDHL) spielt. Sie gilt als eine der weltweit besten Verteidigerinnen und gewann die Auszeichnung als beste Verteidigerin der Weltmeisterschaft sieben Mal und bei Olympischen Winterspielen zwei Mal.

## Karriere
Jenni Hiirikoski begann mit dem Eishockeysport in ihrer Heimatstadt bei Lempäälän Kisa (LeKi).
2006 gewann sie ihre erste finnische Meisterschaft mit Ilves Tampere. Anschließend wechselte sie für eine Saison zu den Espoo Blues, mit denen sie 2007 erneut den Meistertitel erreichte. Am Ende der Saison 2007/08 wurde Hiirikoski als beste Verteidigerin der SM-sarja ausgezeichnet. Zudem gewann sie mit Ilves die Vizemeisterschaft. Nach diesem Erfolg verließ sie ihr Heimatland, als sie im Sommer 2008 vom amtierenden russischen Meister SKIF Nischni Nowgorod verpflichtet wurde. Mit SKIF gewann sie 2009 den European Women Champions Cup und erreichte die russische Vizemeisterschaft. Anschließend kehrte sie erneut zu Ilves Tampere zurück und gewann 2010 einen weiteren Meistertitel mit dem Verein. Zudem wurde sie als Spielerin des Jahres ausgezeichnet.
Im Sommer 2010 verließ Hiirikoski Tampere und zog nach Jyväskylä, wo sie ein Maler- und Tapezierunternehmen gründete. Zudem erhielt sie einen Vertrag beim Frauenteam von JYP, für das sie bis 2016 mit Ausnahme einer Unterbrechung in der Saison 2011/12 – als sie wieder für SKIF Nischni Nowgorod aktiv war – spielte. 2016 gewann sie einen weiteren finnischen Meistertitel mit JYP, anschließend wurde die erste Mannschaft von JYP jedoch aufgelöst. Hiirikoski wechselte daraufhin nach Schweden zum Luleå HF in die Svenska damhockeyligan. Beim Luleå HF setzte sie ihre Erfolgsgeschichte mit zahlreichen persönlichen Auszeichnungen und mehreren Meistertitel in Folge fort.
Parallel dazu spielte sie weiter für das finnische Nationalteam und gewann unter anderem die Bronzemedaille bei den Olympischen Winterspielen 2018 sowie die Silbermedaille bei der Weltmeisterschaft 2019. Darüber hinaus erhielt sie weitere persönliche Auszeichnungen bei den internationalen Turnieren, beispielsweise wurde sie als Wertvollste Spielerin und Beste Verteidigerin der Weltmeisterschaft 2019 ausgezeichnet.

## Erfolge und Auszeichnungen

### Klub-Wettbewerbe
| - 2006 Finnische Meisterin mit Ilves Tampere - 2007 Finnische Meisterin mit Espoo Blues - 2008 Finnische Vizemeisterin mit Ilves Tampere - 2008 All-Star Team und Beste Verteidigerin der SM-sarja - 2009 Gewinn des EWCC mit SKIF Nischni Nowgorod - 2009 Beste Verteidigerin des EWCC - 2009 Russische Vizemeisterin mit SKIF Nischni Nowgorod - 2010 Finnische Meisterin mit Ilves Tampere - 2010 All-Star Team und Spielerin des Jahres der SM-sarja - 2012 Russische Vizemeisterin mit SKIF Nischni Nowgorod - 2013 Finnische Vizemeisterin mit den JYP Naiset - 2013 All-Star Team, Spielerin des Jahres und Beste Verteidigerin der SM-sarja - 2014 All-Star Team, Spielerin des Jahres und Beste Verteidigerin der SM-sarja - 2015 All-Star Team, Spielerin des Jahres und Beste Verteidigerin der SM-sarja | - 2016 Finnische Meisterin mit den JYP Naiset - 2016 All-Star Team, Spielerin des Jahres, Beste Verteidigerin und Topscorerin der SM-sarja - 2017 All-Star-Team der SDHL - 2018 Schwedische Meisterin mit Luleå HF - 2018 Verteidigerin des Jahres und Playoff-MVP der SDHL - 2019 Schwedische Meisterin mit Luleå HF - 2019 Verteidigerin des Jahres und Playoff-MVP der SDHL - 2021 Schwedische Meisterin mit Luleå HF - 2022 Schwedische Meisterin mit Luleå HF - 2023 Schwedische Meisterin mit Luleå HF - 2024 Schwedische Meisterin mit Luleå HF |

### International
| - 2004 Bronzemedaille bei der Weltmeisterschaft - 2008 Bronzemedaille bei der Weltmeisterschaft - 2009 Bronzemedaille bei der Weltmeisterschaft - 2009 Beste Verteidigerin der Weltmeisterschaft - 2010 Bronzemedaille bei den Olympischen Winterspielen - 2011 Bronzemedaille bei der Weltmeisterschaft - 2012 Beste Verteidigerin der Weltmeisterschaft - 2013 Beste Verteidigerin der Weltmeisterschaft - 2014 Beste Verteidigerin der Olympischen Winterspiele - 2014 All-Star-Team der Olympischen Winterspiele - 2015 Bronzemedaille bei der Weltmeisterschaft - 2015 Beste Verteidigerin der Weltmeisterschaft - 2015 All-Star-Team der Weltmeisterschaft - 2016 Beste Verteidigerin der Weltmeisterschaft - 2016 All-Star-Team der Weltmeisterschaft | - 2017 Bronzemedaille bei der Weltmeisterschaft - 2017 Beste Verteidigerin der Weltmeisterschaft - 2017 All-Star-Team der Weltmeisterschaft - 2018 Bronzemedaille bei den Olympischen Winterspielen - 2018 Beste Verteidigerin der Olympischen Winterspiele - 2018 All-Star-Team der Olympischen Winterspiele - 2019 Silbermedaille bei der Weltmeisterschaft - 2019 Wertvollste Spielerin und Beste Verteidigerin der Weltmeisterschaft - 2019 All-Star-Team der Weltmeisterschaft - 2021 Bronzemedaille bei der Weltmeisterschaft - 2022 Bronzemedaille bei den Olympischen Winterspielen - 2022 All-Star-Team der Olympischen Winterspiele - 2024 Bronzemedaille bei der Weltmeisterschaft |

## Karrierestatistik

### International
(Legende zur Spielerstatistik: Sp oder GP = absolvierte Spiele; T oder G = erzielte Tore; V oder A = erzielte Assists; Pkt oder Pts = erzielte Scorerpunkte; SM oder PIM = erhaltene Strafminuten; +/− = Plus/Minus-Bilanz; PP = erzielte Überzahltore; SH = erzielte Unterzahltore; GW = erzielte Siegtore; 1 Play-downs/Relegation; Kursiv: Statistik nicht vollständig)